# K-MIX Bpe!
K-MIX Bpe!（ケイミックス・ビープ）は、かつて静岡エフエム放送（K-MIX）で放送されていたラジオ番組である。

## 概要
- K-MIX本社1階の「ビュースタ」から公開生放送。
- 毎回、一つのテーマについてワンクリックの五択アンケートを行い、その結果を発表するコーナーや、さまざまな日替わりコーナー、ノンストップミュージックゾーンなどにより構成する。
- リスナーから寄せられたリクエスト曲を「Music Order」と番組独自の呼称を用い、曲が流れる時には「Thank you for your Music Order!」というショートジングルが流れる。

## パーソナリティ
- 久保ひとみ（月曜・火曜）
- ユーコ・タケダ[2][3][4][5]（水曜・木曜）
- 杉山由紀子[6]（現：杉山ゆきこ[7]）（金曜）

## タイムテーブル
- 13:08頃 - 今日のメニュー
- 13:20頃 - 日替わりコーナー
  - 月曜日：HOT30 on the Bpe!
土曜日に放送されたK-MIX SHIZUOKA HOT30のチャート上位10曲をカウントダウン。
  - 火曜日：Bpe! Blue Tuesday
週末情報・お出かけスポットを紹介。
  - 水曜日：Newface on the Bpe!
話題の新製品を紹介。
  - 木曜日：LOVE 911（ラブ・ナイン・ワン・ワン）
恋愛相談。
  - 金曜日：Bpe! The Movie
映画を紹介。
- 13:50頃 - Bpe!のツボ
  - リスナー投稿による怒りネタをパーソナリティが叫んで封印。
- 14:00 - K-MIX HEADLINE NEWS、K-MIX Traffic & Weather Information
- 14:07頃 - Click on the Bpe!
日替わりのテーマについて番組内でアンケートを行い、その集計結果を発表。
- 14:30頃 - ゲストコーナー
ゲストコーナーがない日はリクエストとメッセージ紹介となる。
- 14:50頃 - Bpe!のツボ
- 15:00 - 時報CMの後、K-MIX HEADLINE NEWS、K-MIX Traffic & Weather Information
- 15:07頃 - Bpe! the hot wax
ノンストップミュージック。日替わりのテーマによる選曲。この時間に流れる曲はパーソナリティが曲名を紹介しない。
- 15:30頃 - Bpe!のツボ
- 15:40頃 - Bpe!'s greetings
花のプレゼントのコーナー。贈りたい人へのメッセージも紹介される。
- 15:50頃 - エンディング